# Coccinella septempunctata
La mariquita de siete puntos (Coccinella septempunctata) es una especie de coleóptero cucujoideo de la familia Coccinellidae. Es la mariquita más común en Europa. Sus élitros son de color rojo con tres puntos negros en cada uno, y uno más sobre el lugar donde ambos se juntan, lo que hace un total de siete puntos (de ahí su nombre vulgar, y también el científico, del latín septem, "siete", y punctata, "punteada"). 
C. septempunctata vive prácticamente en cualquier lugar en el que haya pulgones, de los que se alimenta. Tanto los ejemplares adultos como las larvas son voraces depredadores de pulgones, razón por la cual C. septempunctata ha sido introducida en Norteamérica para combatir las plagas de esos parásitos de las plantas.
Realiza migraciones a sitios de hibernación.

## Subespecies
Se reconocen como válidas las siguientes subespecies:
- Coccinella septempunctata brucki Mulsant, 1866
- Coccinella septempunctata septempunctata Linnaeus, 1758